# Gundaroo
Gundaroo est une localité australienne située dans la zone d'administration locale de la vallée du Yass en Nouvelle-Galles du Sud, à 272 km au sud-ouest de Sydney et à 39 km au nord de Canberra.
En 2021, la population s'élevait à 1 233 habitants.